# Andrzej Sakson
Andrzej Sakson (ur. 1 grudnia 1952 w Elblągu) – polski socjolog, profesor nauk humanistycznych, pracownik naukowy Instytutu Zachodniego w Poznaniu, Wyższej Szkoły Nauk Humanistycznych i Dziennikarstwa w Poznaniu oraz Instytutu Socjologii UAM. Specjalizuje się badaniach mniejszości narodowych etnicznych, ze szczególnym uwzględnieniem mniejszości niemieckiej w Polsce oraz społeczności Mazurów i Warmiaków.

## Życiorys
W latach 1971–1976 studiował socjologię na Uniwersytecie im. Adama Mickiewicza w Poznaniu. W 1976 na podstawie pracy magisterskiej „Pobyt w Polsce a zmiany stereotypów Polski i Polaków wśród młodzieży zachodnioniemieckiej” napisanej pod kierunkiem prof. Andrzeja Kwileckiego uzyskał stopień magistra. Następnie ukończył studia doktoranckie i obronił pracę doktorską (1981). W latach 1980–1985 pracował w Akademii Rolniczo-Technicznej w Olsztynie. Od 1985 pracuje w Instytucie Zachodnim w Poznaniu, a w latach 2004-2011 był jego dyrektorem. W 1991 na podstawie dorobku naukowego oraz rozprawy pt. Mazurzy - społeczność pogranicza uzyskał na Wydziale Nauk Społecznych UAM stopień naukowy doktora habilitowanego nauk humanistycznych w zakresie socjologii, specjalność: socjologia. W 1999 prezydent RP nadał mu tytuł naukowy profesora nauk humanistycznych.
Do kręgu jego zainteresowań badawczych należy problematyka mazurska i wschodniopruska oraz przemiany społeczne w Niemczech i na ziemiach zachodnich i północnych Polski, problematyka mniejszości narodowych i etnicznych, stosunki polsko-niemieckie oraz migracja.

## Odznaczenia
- Złoty Krzyż Zasługi – 2005[3]

## Najważniejsze publikacje
- Mazurzy – społeczność pogranicza, 1990.
- Polska – Niemcy – mniejszość niemiecka w Wielkopolsce. Przeszłość i teraźniejszość. Praca zbiorowa pod redakcją Andrzeja Saksona. Red. wydania: Dariusz Matelski, Poznań 1994. ISBN 83-85003-70-3
- Pomorze – trudna ojczyzna? Kształtowanie się nowej tożsamości 1945-1995. Praca zbiorowa pod redakcją Andrzeja Saksona. Red. wydania: Dariusz Matelski, Poznań 1996. ISBN 83-85003-78-9.